# Heliamphora chimantensis
Heliamphora chimantensis este o specie de plante carnivore din genul Heliamphora, familia Sarraceniaceae, ordinul Ericales, descrisă de Wistuba, Carow și Amp; Harbarth. Conform Catalogue of Life specia Heliamphora chimantensis nu are subspecii cunoscute.

## Galerie de imagini

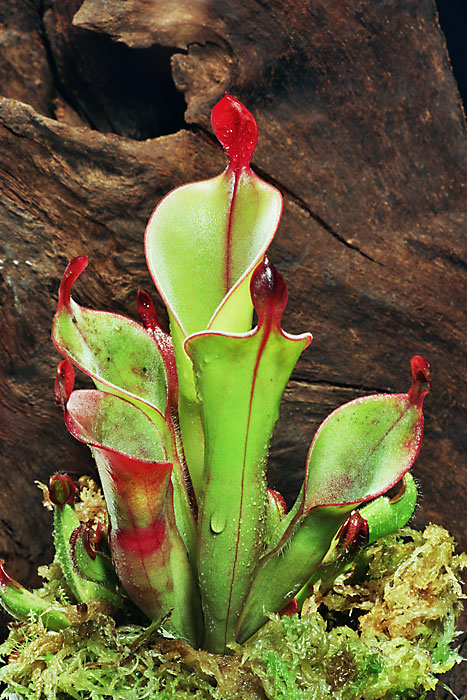
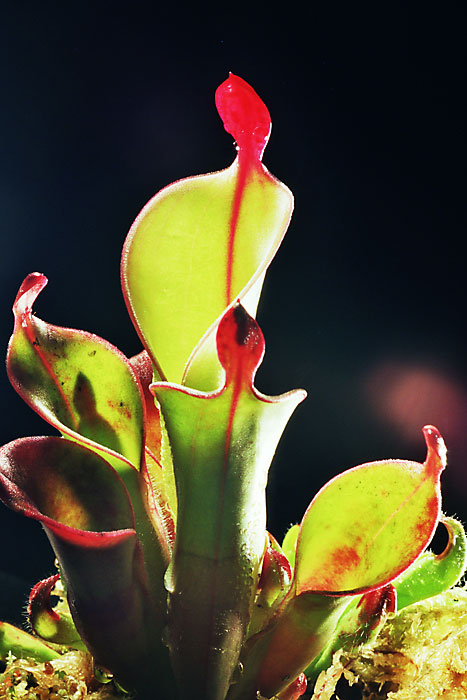
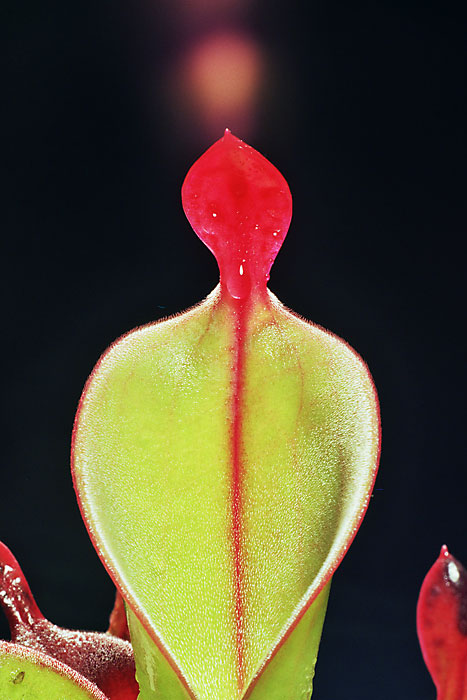
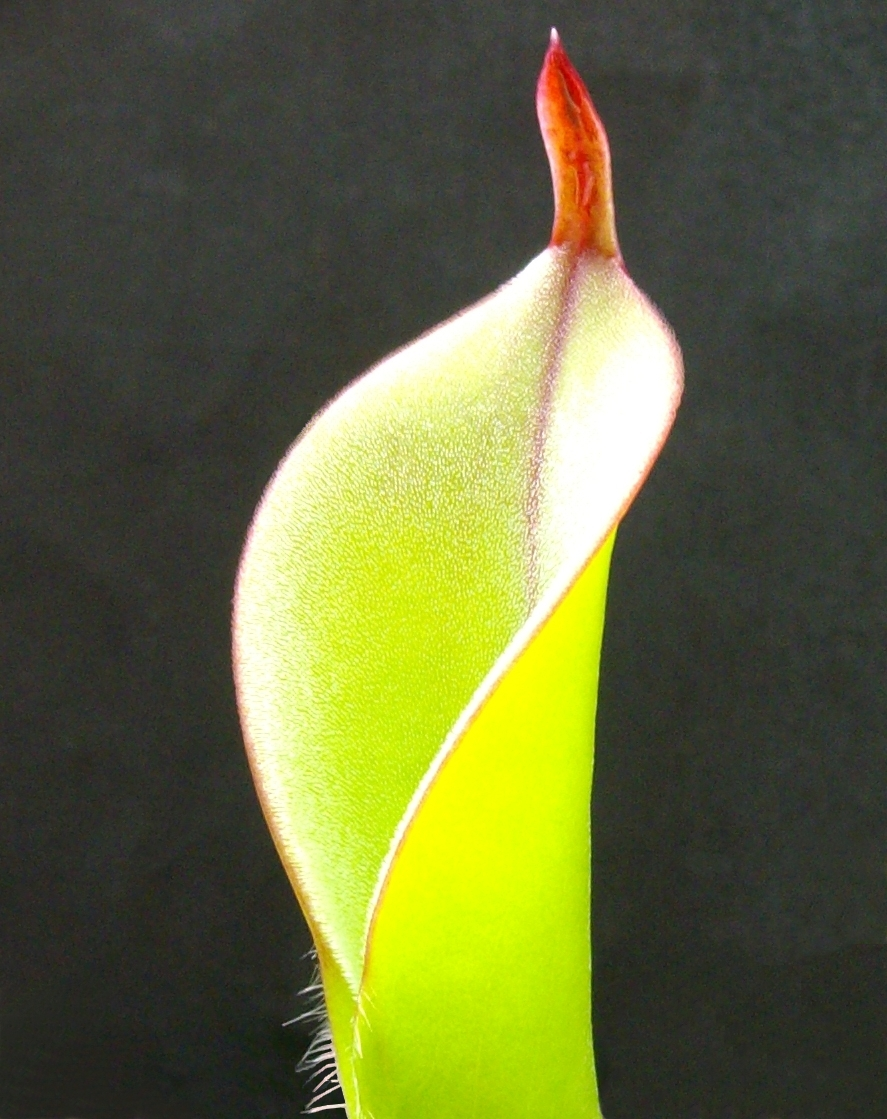
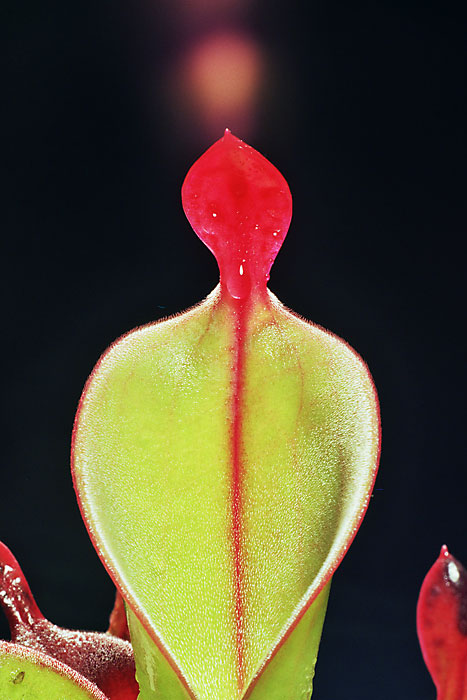
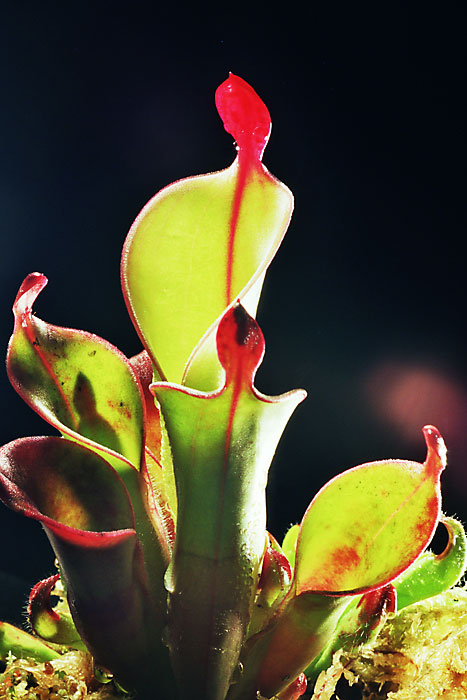